# 格林邮船大楼
格林邮船大楼（英語：Glen Line Building）是位于上海外滩的一幢历史建筑，处在中山东一路28号。其北邻东方汇理银行大楼，与怡和洋行大楼隔路相望。大楼由英商格林邮船公司投资兴建，公和洋行设计，1920年3月兴建，共高7层。最初为格林邮船公司使用，后在1951年起长期由上海人民广播电台使用，现在入驻方为上海清算所。

## 历史
格林邮船大楼所在的地皮原属于德资禅臣洋行，其在1868年购得这块土地，并建造了在上海的第二幢楼房（第一幢在江西路，1856年）。第一次世界大战后，禅臣洋行被迫退出中国，其位于北京路外滩的这块产业便被英资怡泰公司在1921年收购。怡泰公司有数十艘轮船经营在至日本、香港、新加坡、纽约、伦敦、日内瓦的航线上，因其轮船上都冠以“格林”字样，所以怡泰公司又叫格林轮船公司，大楼因此得名。
太平洋战争爆发后，日军占领大楼，并将底层交由横滨正金银行使用。抗战结束后，大楼所有权归还格林格林邮船公司，但因业务一时难以恢复且大楼拥有完善的收发报通讯系统，故而租给了美国海军及美联社等新闻机构使用。美国海军宪兵机关和军邮局当时也设在此楼。大楼底层此时是美国新闻处阅览室，1949年后成为中苏友好阅览室。1951年3月起，上海人民广播电台迁入该楼并持续使用该楼直到1996年迁至上海广播大厦。

## 建筑特色
格林邮船大楼采用英国新古典派文艺复兴样式，钢筋混凝土结构，占地1,751平方米，建筑面积11,181平方米。楼高27.5米，共7层。大楼底层到2层为花岗石外墙。2楼有4座挑出式阳台，同样设计在6、7层也可见。3楼阳台有半斗形窗棂，设铸铁栏杆。门面和外墙有花环、花带等建筑装饰，顶层建有四方高台式的山岳形塔楼。室内大厅及楼梯均用大理石铺设而成，走廊地坪用抛光马赛克拼成，大楼的配套设施如锅炉、发电机、电梯等也十分完善。

## 图片

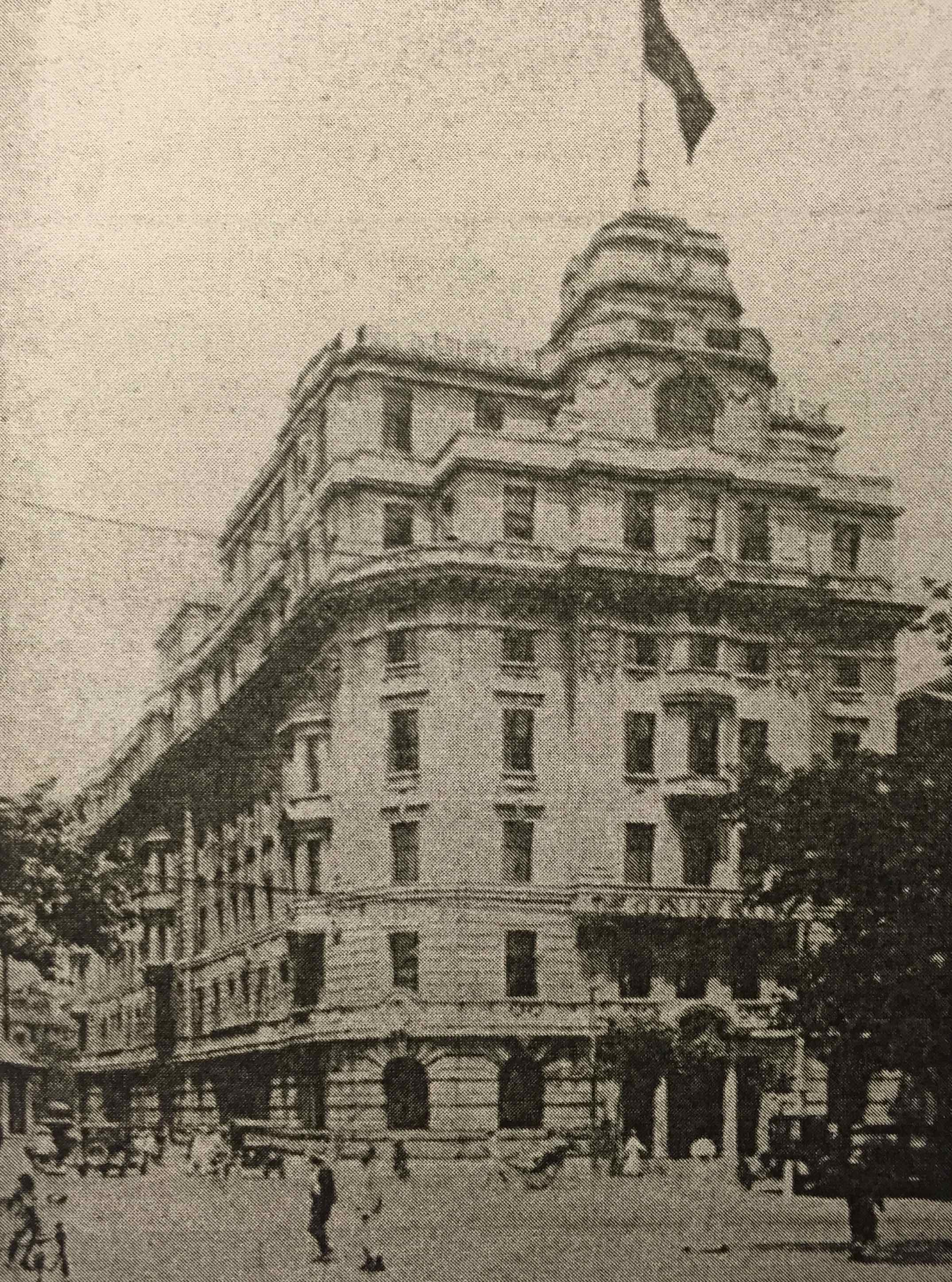
1939年的格林邮船大楼
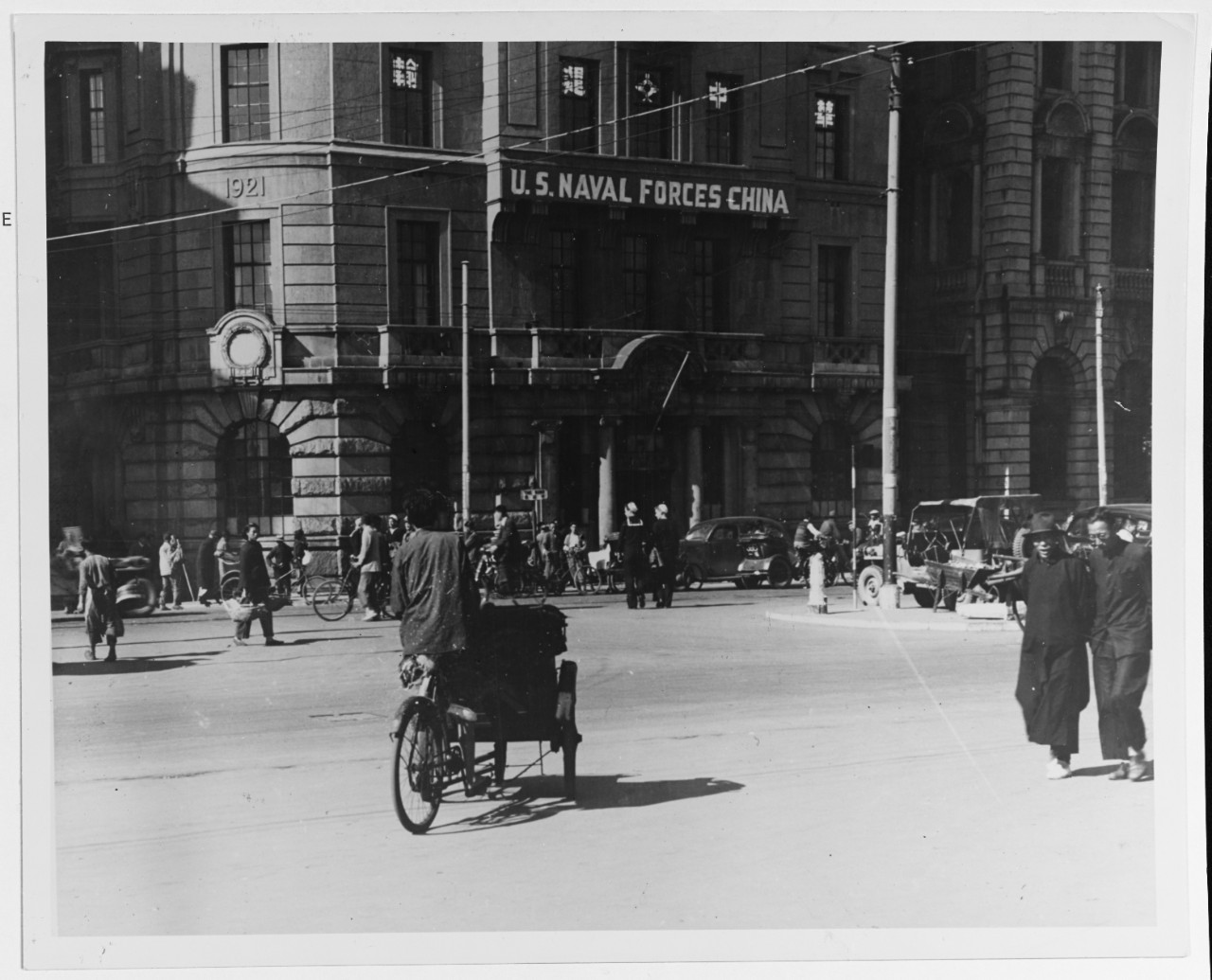
美国海军机关（1945年）
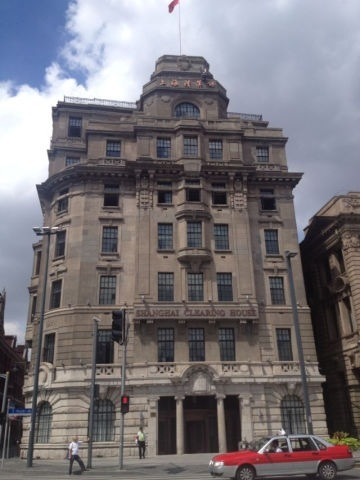
2013年的大楼